# Fog
Fog (The Fog) è un film del 1980 diretto da John Carpenter e da lui scritto con la produttrice Debra Hill. È il secondo film del regista interpretato da Jamie Lee Curtis che, lanciata dal precedente Halloween - La notte delle streghe, affianca Janet Leigh (sua madre)

## Trama
21 aprile 1980: San Antonio Bay è in procinto di festeggiare il centenario di fondazione della città quando, a mezzanotte in punto, iniziano ad accadere strani fatti, come fenomeni di poltergeist, di elettromagnetismo e lo sterminio raccapricciante dell'intero equipaggio di un peschereccio dopo essere stato completamente avvolto da uno strano banco di nebbia. La notte stessa il prete della città, Padre Malone, scopre, celato in una parete della sua chiesa, un diario nel quale suo nonno ha confessato un fatto tenuto segreto agli attuali abitanti di Antonio Bay.
Il diario rivela che, nel 1880, i sei fondatori della città (fra cui egli stesso) avevano fatto intenzionalmente affondare la Elizabeth Dane, un veliero guidato da un tale di nome Blake, su cui viaggiava un gruppo di lebbrosi che volevano stabilirsi in una colonia vicino a San Antonio Bay. Per realizzare il loro intento, i sei avevano attirato la nave verso un gruppo di scogli usando un fuoco di bivacco come segnale guida ingannevole, mentre sulla zona gravava una fitta nebbia. A seguito dell'affondamento del veliero e della morte di tutto il suo equipaggio, i sei ne avevano depredato l'oro che si trovava a bordo, allo scopo di proseguire con la costruzione della cittadina e della chiesa.
Ora, a cento anni di distanza, la nebbia assassina è tornata, portando con sé i fantasmi dell'equipaggio del veliero e quelli dei lebbrosi ingiustamente uccisi, con lo scopo di uccidere sei persone, in rappresentanza dei sei cospiratori che cent'anni prima avevano tramato contro di loro.

## Produzione
Dopo aver esaminato una prima versione della pellicola, Carpenter non ne era soddisfatto. Di conseguenza, decise di aggiungere nuove scene per migliorare Fog rendendolo più spaventoso e cruento. Dopo aver visto Scanners di David Cronenberg, Carpenter e la produttrice Debra Hill si resero conto che il film doveva essere capace di competere meglio con gli horror gore cui il pubblico era già abituato. Circa un terzo della versione definitiva della pellicola è composto dalle nuove riprese: queste includono la scena introduttiva, in cui appare John Houseman nella parte del marinaio, la battaglia di Stevie Wayne (interpretata da Adrienne Barbeau) con i fantasmi in cima al faro e alcuni dettagli nelle scene di morte.
Dopo un primo montaggio, il film era troppo breve per una distribuzione nelle sale cinematografiche (durava 80 minuti). Quindi Carpenter decise di aggiungere un prologo in cui John Houseman racconta delle storie di fantasmi.
Nonostante Fog fosse una produzione a basso costo, Carpenter scelse il formato anamorfico, tipico del cinema hollywoodiano di serie A, per non farlo sembrare un film a basso costo.
Il costo totale di produzione è stato di 1,5 milioni di dollari.
Carpenter ha ammesso che ha preso ispirazione per il film da un classico inglese, I mostri delle rocce atomiche (1958), nel quale le creature mostruose si nascondevano nelle nuvole. Il regista ammise di essere stato suggestionato anche da una sua visita a Stonehenge assieme alla co-sceneggiatrice e produttrice del film, Debra Hill, poi diventata la sua fidanzata. Mentre erano in Inghilterra per promuovere Distretto 13 - Le brigate della morte, i due visitarono il sito archeologico dal quale videro un banco di nebbia che si avvicinava lentamente.

### Cameo
Blake, il capo dell'equipaggio fantasma, venne interpretato dall'esperto del trucco Rob Bottin.
Bennett, il sacrestano di Padre Malone, che appare nella sequenza dei titoli, è interpretato da John Carpenter.

## Distribuzione
Il film è stato distribuito nelle sale cinematografiche italiane nel mese di marzo del 1980.

### Data di uscita
Alcune date di uscita internazionali nel corso del 1980 sono state:
- 1º febbraio 1980 negli Stati Uniti (The Fog)[7]
- 22 marzo 1980 in Italia[8]

## Accoglienza

### Incassi
La pellicola è stata uno dei più grandi successi prodotti dalla Avco Embassy Pictures ed ha incassato, secondo il libro "Reel Terror", 15 milioni di dollari mentre secondo altre fonti ha superato addirittura i 20 milioni di incasso totale.
Si è classificato al 77º posto tra i primi 100 film di maggior incasso della stagione cinematografica italiana 1979-1980.

### Critica
Il film all'uscita non ottenne buone critiche, ma si rivelò un buon successo commerciale. Ora è generalmente considerato come lo definì Carpenter una volta: "Un classico dell'horror minore". Il regista affermò infatti che questo non era il migliore dei film da lui girati a causa delle scene rigirate e della produzione a basso costo. Per questo ha acconsentito alla realizzazione del remake nel 2005.
Come altri "classici minori" degli anni settanta e ottanta, è stato rivalutato dalla critica moderna. Su Film TV, commentando il passaggio del film in televisione, un critico ha scritto: "Grandissimo Carpenter: un horror fatto di atmosfere spettrali che riflette, con la solita lucidità, sulla perdita d'innocenza di una comunità nata sulle rovine del peccato. Gli antichi pellegrini puritani d'America non dormono sonni tranquilli ma il cinema, da queste parti, gongola."
David Denby del New York Magazine ha definito Fog come "il trionfo dei film a basso costo dove anche gli episodi più spaventosi sono straordinariamente belli".

## Remake
Fog ha avuto un remake nel 2005; liberamente ispirato alla sceneggiatura originale di Carpenter e Hill, il film, intitolato The Fog - Nebbia assassina, è stato diretto da Rupert Wainwright e scritto da Cooper Layne, con Tom Welling e Maggie Grace nelle parti principali.

## Citazioni
- Il nome del personaggio interpretato da Darwin Joston, il medico legale Phibes, è un omaggio a Vincent Price[14] e al suo film L'abominevole dr. Phibes (1971).
- Alcuni dei luoghi menzionati nella pellicola, come "Arkham", sono delle citazioni delle opere di Howard Phillips Lovecraft, così come i nomi Malone e Blake, protagonisti rispettivamente dei racconti L'orrore a Red Hook e L'abitatore del buio.
- Il nome del personaggio interpretato da John Houseman, Mr. Machen, è un omaggio allo scrittore inglese Arthur Machen.
- Alcuni personaggi del film hanno il nome dei collaboratori "storici" di Carpenter: Nick Castle, Dan O'Bannon e Tommy Lee Wallace.
- Il film è stato parodiato in un episodio della serie animata South Park.
- Il film è citato dal rapper Jake La Furia nella prima strofa di Soli a Milano dei Club Dogo.